# Leica Digilux 3
Le Leica Digilux 3 est un appareil photographique reflex numérique de 7,5 mégapixels fabriqué par Leica. Ce boîtier sorti en 2006 est de conception similaire au Panasonic DMC-L1 (en).